# Minunile Profetului Mahomed

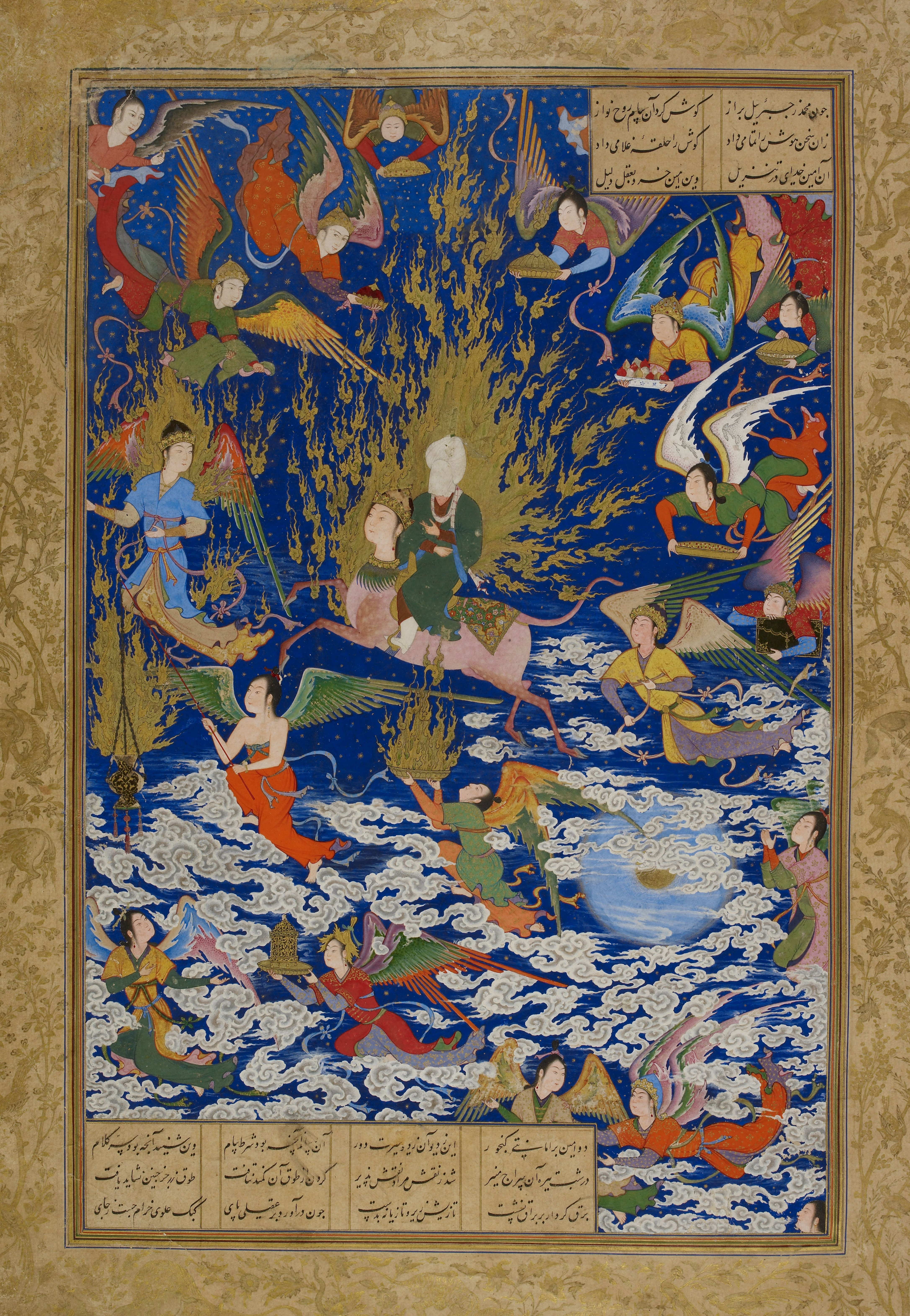
Profetul Mahomed vizitând cele șapte ceruri.

Minunile Profetului Mahomed sunt o serie de minuni, care, conform tradiției islamice au fost făcute în timpul vieții sale. Aceste minuni sunt menționate fie în Coran fie în Sunnah (tradiția Profetului).

## Călătoria Nocturnă
Călătoria Nocturnă, numită și Isra wal-Mi'raj este una dintre primele minuni ale lui Mahomed. În timpul unei nopți, el a mers călare pe un animal înaripat, trimis de către Arhanghelul Gabriel, din Mecca până la Ierusalim, într-o singură noapte. 
Conform tradiției, ajuns la Ierusalim a urcat sus în cele șapte ceruri unde a fost întâmpinat de alți profeți, printe care Avraam, Moise și Isus. După ca a vizitat toate cele șapte ceruri, Mahomed s-a întors la Mecca, înainte de a se face dimineață.

## Divizarea lunii

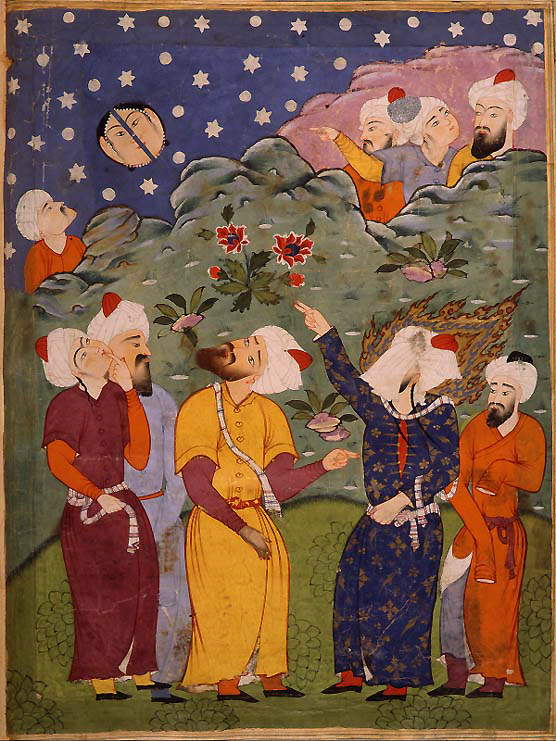
Profetul Mahomed divizând luna.

Divizarea lunii este o altă minune atribuită Profetului Mahomed. Unii comentatori musulmani interpretează acest eveniment ca o ruptură literală a lunii, în timp ce alți identifică ca fiind un eveniment fizic sau o iluzie optică. Alți afirmă însă că această minune nu a fost făcută de profet, și că este un eveniment ce va avea loc în Ziua Judecății de Apoi.